# Kotlina pod Rohatką

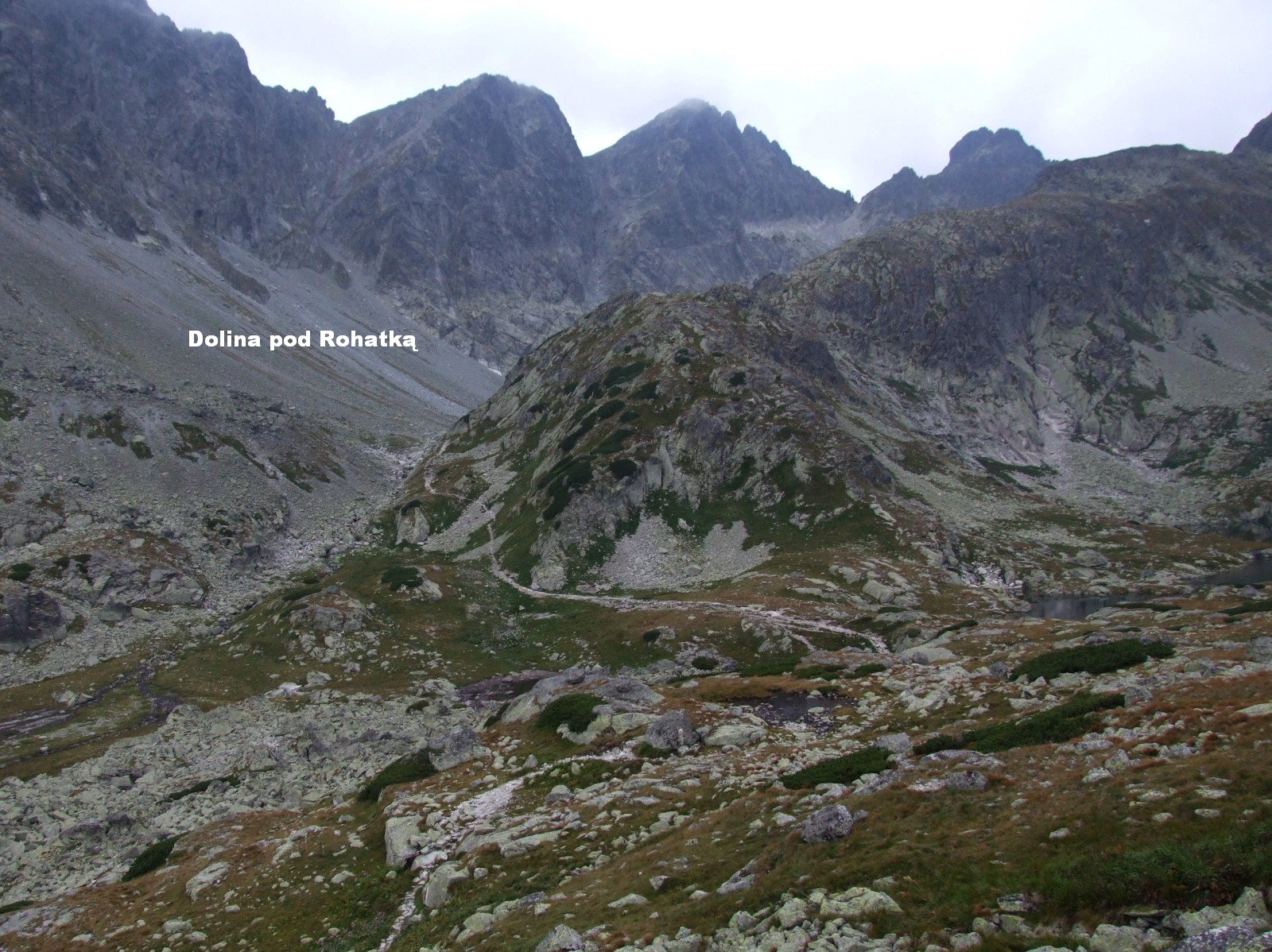
Kotlina pod Rohatką (podpisana jako Dolina pod Rohatką)

Kotlina pod Rohatką, także Dolinka pod Rohatką (słow. kotlina pod Prielomom) – kotlina położona na wysokości od 2000 do 2100 m n.p.m. znajdująca się w górnych partiach Doliny Staroleśnej w słowackich Tatrach Wysokich. Kotlina pod Rohatką leży poniżej wschodnich ścian Turni nad Rohatką i Małej Wysokiej oraz północnej ściany Baniastej Turni. Powyżej Kotliny nad Rohatką wznosi się przełęcz Rohatka, od której kotlina ta wzięła swoją nazwę. Przez Kotlinę pod Rohatką prowadzi niebiesko znakowany szlak turystyczny.
Kotlina pod Rohatką sąsiaduje:
- od północy z Dziką Kotliną,
- od północnego wschodu z Pustą Kotliną – oddzielona dolnymi partiami Świstowego Grzbietu,
- od wschodu z Długą Kotliną,
- od zachodu z Kotłem pod Polskim Grzebieniem – oddzielona fragmentem grani głównej Tatr (Mała Wysoka – Dzika Turnia),
- od południowego zachodu z Doliną Wielicką – oddzielona fragmentem grani odchodzącej na południowy wschód od Małej Wysokiej.

## Szlaki turystyczne
– niebieski szlak znad Wodospadów Zimnej Wody i Rainerowej Chatki wzdłuż Staroleśnego Potoku do Schroniska Zbójnickiego i dalej na Rohatkę.
- Czas przejścia od Rainerowej Chatki do schroniska: 2:15 h, ↓ 1:45 h
- Czas przejścia od schroniska na przełęcz: 1:15 h, ↓ 55 min